# Lijst van oorlogsmonumenten in Noordwijk
De Nederlandse gemeente Noordwijk heeft 6 oorlogsmonumenten. Hieronder een overzicht.
| Nr.                             | Object                                                                                       | Herdachte groep | Ontwerper                     | Onthulling        | Type                                    | Locatie                                      | Plaats          | Coördinaten                   | Foto                               |
| ------------------------------- | -------------------------------------------------------------------------------------------- | --- | ----------------------------- | ----------------- | --------------------------------------- | -------------------------------------------- | --------------- | ----------------------------- | ---------------------------------- |
| 2063                            | Oorlogsmonument                                                                              | militairen in dienst van het Ned. Kon. na 1945, militairen in dienst van het Ned. Kon. 1940-1945                                                       | Oswald Wenckebach             | 1947              | gedenksteen                             | Herenweg 4, 2211 CC                          | Noordwijkerhout | 52° 15' 50" NB, 4° 29' 38" OL | Meer afbeeldingen                  |
| 453                             | Bevrijdingsmonument                                                                          | algemeen | Oswald Wenckebach (1895-1962) | 1948              | zuil                                    | Koningin Astrid Boulevard, 2202 BK           | Noordwijk       | 52° 14' 12" NB, 4° 25' 25" OL | Meer afbeeldingen                  |
| 454                             | Oorlogsmonument                                                                              | algemeen, burgerslachtoffers | Corinne Franzén-Heslenfeld    | 15 november 1952  | beeld/sculptuur                         | Oude Zeeweg/Rembrandtweg, 2202 AR            | Noordwijk       | 52° 14' 21" NB, 4° 25' 57" OL | Meer afbeeldingen                  |
| 1184                            | Indië-monument                                                                               | militairen in dienst van het Ned. Kon. na 1945 |                               | 16 oktober 2001   | gedenksteen                             | Oude Zeeweg 57, 2201 TA                      | Noordwijk       | 52° 14' 26" NB, 4° 25' 56" OL | Indië-monument                     |
| 3841                            | Erehoven voor gevallenen uit het Gemenebest Algemene begraafplaats Noordwijk                 | geallieerde militairen |                               |                   | overig                                  | Oude Zeeweg 32, 2202 TCH                     | Noordwijk       | 52° 14' 15" NB, 4° 26' 7" OL  | Meer afbeeldingen                  |
| 4042                            | Joods Monument                                                                               | Joodse slachtoffers uit Noordwijk |                               | 3 april 2013      | gedenksteen                             | Oude Zeeweg 57, 2201 TA                      | Noordwijk       | 52° 14' 26" NB, 4° 25' 56" OL | Meer afbeeldingen                  |
| 4043                            | Monument voor oorlogsslachtoffers                                                            | Burgerslachtoffers, Verzet Nederland, Geallieerde militairen, Koopvaardijpersoneel, Militairen in dienst van het Ned. Kon. 1940-1945                   |                               | 24 september 2014 | gedenksteen                             | Koningin Wilhelminaboulevard                 | Noordwijk       |                               | Monument voor oorlogsslachtoffers  |
| Dit oorlogsmonument op Wikidata | Joods Monument Willem van den Berg, 's Heerenloo (toenmalige Willem van den Bergh Stichting) | Joodse gehandicapten en verplegers, van Zorgcentrum Willem van den Bergh, na evacuatie naar Piet Heinstraat, Noordwijk aan Zee, omgekomen in Auschwitz |                               | 2013              | gedenksteen                             | Zwarteweg 20, bij Pianolaan, 2201 AC         | Noordwijk       | 52° 13' 21" NB, 4° 25' 39" OL | Meer afbeeldingen                  |
| Dit oorlogsmonument op Wikidata | Paardenkastanje 75 jaar bevrijding                                                           | |                               | 2020              | bord, bloemen en boom (paardenkastanje) | Oude Zeeweg 32, Algemene begraafplaats, 2201 | Noordwijk       | 52° 14' 16" NB, 4° 26' 7" OL  | Paardenkastanje 75 jaar bevrijding |
| Dit oorlogsmonument op Wikidata | Stolpersteine                                                                                | Joodse vervolgden in Noordwijk | Gunter Demnig                 | 2021              | struikelstenen                          | Zie Lijst van Stolpersteine in Noordwijk     | Noordwijk       |                               | Meer afbeeldingen                  |

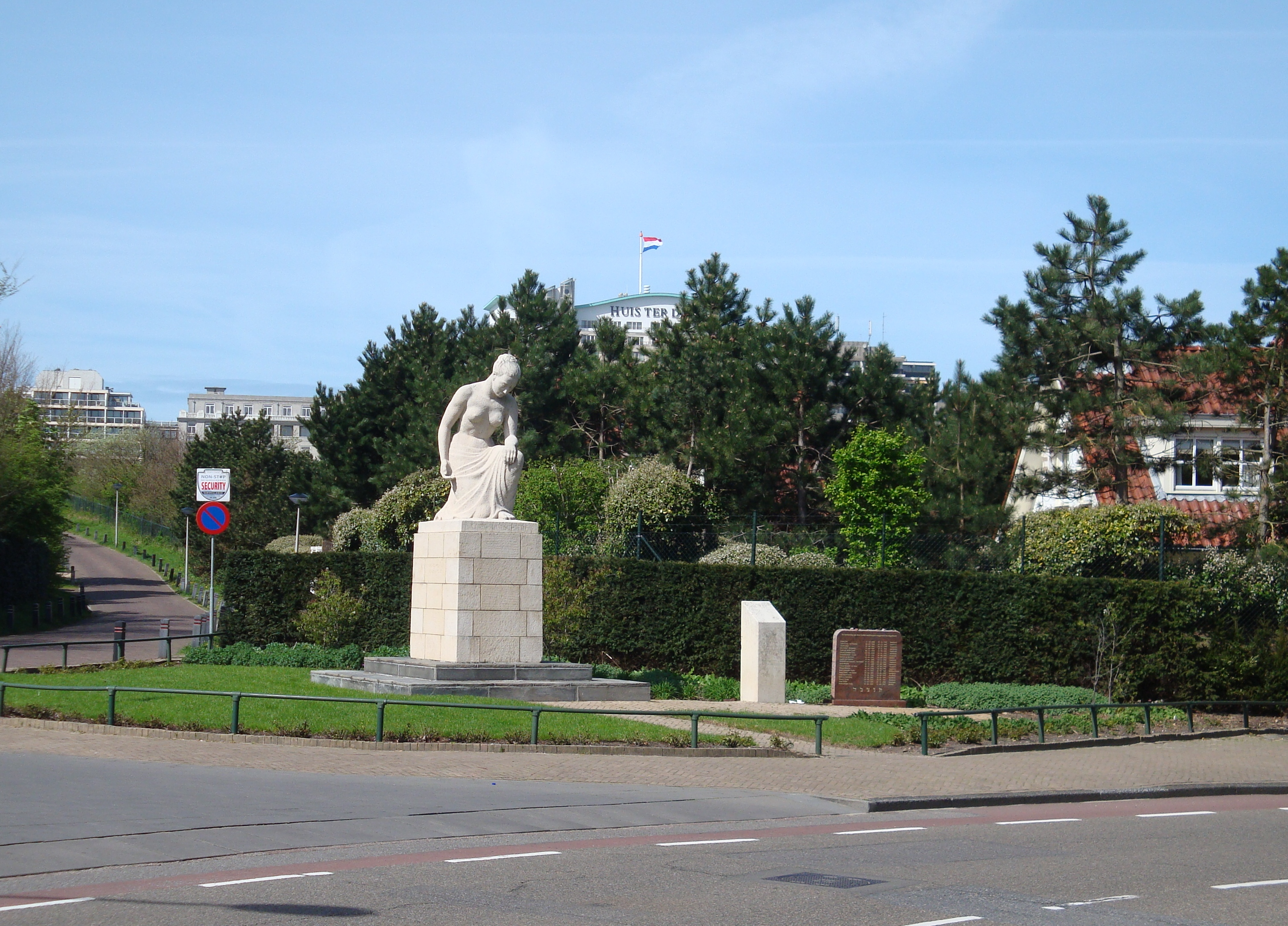
Drie monumenten bij elkaar

Alblasserdam ·
Albrandswaard ·
Alphen aan den Rijn ·
Barendrecht ·
Bodegraven-Reeuwijk ·
Capelle aan den IJssel ·
Delft ·
Den Haag ·
Dordrecht ·
Goeree-Overflakkee ·
Gorinchem ·
Gouda ·
Hardinxveld-Giessendam ·
Hendrik-Ido-Ambacht ·
Hillegom ·
Hoeksche Waard ·
Kaag en Braassem ·
Katwijk ·
Krimpen aan den IJssel ·
Krimpenerwaard ·
Lansingerland ·
Leiden ·
Leiderdorp ·
Leidschendam-Voorburg ·
Lisse ·
Maassluis ·
Midden-Delfland ·
Molenlanden ·
Nieuwkoop ·
Nissewaard ·
Noordwijk ·
Oegstgeest ·
Papendrecht ·
Pijnacker-Nootdorp ·
Ridderkerk ·
Rijswijk ·
Rotterdam ·
Schiedam ·
Sliedrecht ·
Teylingen ·
Vlaardingen ·
Voorne aan Zee ·
Voorschoten ·
Waddinxveen ·
Wassenaar ·
Westland ·
Zoetermeer ·
Zoeterwoude ·
Zuidplas ·
Zwijndrecht